# 殻都市の夢
『殻都市の夢』（かくとしのゆめ、英語: Hallucination from the womb）は、鬼頭莫宏による日本の漫画。『マンガ・エロティクスF』（太田出版）にて、vol.23（2003年）からvol.35（2005年）まで不定期連載。単行本は全1巻。鬼頭の代表作の1つとして挙げられる作品。「愛の形」がオムニバス形式で描かれるSF。

## 制作
2003年に『マンガ・エロティクスF』で「誕生日の棺」を掲載する。作者・鬼頭としては読切のつもりで執筆したため、キャラの造型は「テキトーなかんじ」である。シリーズ2話目に当たる「3年間の神」にて、深く考えずにキャラクターを使いまわしたことにより、2年の間女管理官を描くことになる。「3年間の神」が掲載された同誌のvol.25に「シリーズ」と書かれていたのを見て、鬼頭は本作がシリーズであることと、名称が「外殻都市」シリーズであることを初めて知ったという。結果的に「誕生日の棺」を第1話とした「外殻都市」シリーズとして不定期連載を開始する。中途半端な世界観では「デザインをどこまで盛りこむか」と悩み、メカの構造を知らないため「よくわからない」と鬼頭は考えながら本作を執筆。2005年に完結した「外殻都市」シリーズを『殻都市の夢』として刊行する。
2024年、完全版が刊行され、新たなエピソードの「素粒子の澱」を収録。同年6月12日から6月30日まで、東京都のマンガ展渋谷では本作の生原画の展示が行われている。

## 登場人物
※本作では名前が判明する人物が一切いないため、便宜上以下のものを使用する。

### 主要人物
女管理官
黒髪でショートカットの女性。外殻都市で管理官として務める。
外殻都市で起こる様々な出来事に関与していく。物語結末で渉猟子の少女の発禁本の暗唱を聞いてしまい、汚染都市市民に登録される。彼女の記憶を上書きするために性病を患った男の家に男管理官と共に隔離され、彼女の世話をする。

男管理官
女管理官の相方、ペアを組んで任務にあたる。
服務規定違反と分かっていながら丙種遺体の男が戦死弔慰金の受け取り先が男の妻になっていたことから男に協力するなど人情に厚い面を持つ。
媚薬水を探す少年の場面の後にベットで起き、女管理官から足を滑らせて落ちたことを告げられる。眠っている間、媚薬水の少女への思いを譫言で言っていた描写がされるため、媚薬水を探す少年は過去の彼であることが示唆されている。
物語結末で媚薬水の少女にそっくりな渉猟子の少女に出会い驚く、彼女の声を聞いてしまい女管理官と共に汚染都市市民に登録される。彼女に覚えさせる本はどんなものがいいか聞かれた際に愛の本と答える。新しい本を覚えさせられても、本当に必要なものなら忘れないと発言する。

### 各話の人物
妻のクローンを作る男
第1話と第7話で登場。20年前に別居した妻のクローン体を作成する。体細胞クローンの研究者で、その頃に築いた富で、城と呼べるほどの家と巨大な庭で暮らしており、外界との接触を絶っている。
女管理官たちが男の家を捜査しに来た際に妻も現れ、12歳になるクローン体・12歳の少女を銃殺しようとするが身をもって彼女を守り、銃撃される。
撃たれた後も彼は妻を愛していると言い、「あと二つで完成だったのにな」と呟く。
彼の屋敷の奥の部屋に、7から20までの年齢の書かれた標本壜（びん）にその年齢のクローンの遺体が液体と共に入っていたところを発見される。12とORiGiNと書かれた壜には液体だけで空いている。その後、12と書かれた壜には2発の銃弾が撃ち込まれる。男管理官は彼の気持ちがなんとなく分かると言い、女管理官は彼の妻の気持ち分かると言う。
後日、女管理官に渉猟子の少女の対応を聞かれた時には刑務所のような場所におり、新しい本で記憶を上書きするように助言する。

通報する妻
第1話に登場。夫から自身のクローン体を作られ殺されていることを通報する。年齢は30歳半ばかもっと上で年齢を推し量るのが難しいとされる。身長は160センチメートルないくらいで、とても整った容姿をしている。
自身のクローンである12歳の少女を銃殺しようとするも失敗する。

12歳の少女
第1話で登場。通報した女性のクローン体で、女管理官たちが捜査に来た日がちょうど12歳の誕生日で、その後に殺される予定だった。
クローンを作る男を「お父さま」と呼ぶ。年は違うが同じクローン体である妹たちや姉たちが安置されている部屋には彼から入っては駄目と言われており、その言いつけを守っていた。

路上生活の少女
第2話で登場。路上生活孤児で餓死寸前ところを男に「ここで死ぬか 俺の元に来て3年生きる」を問われ、後者を選ぶ。
男は原因不明の3年で死亡する性病を患っており、彼女を助けた後に性病を感染させられた。
男としばらく暮らした後に、自力で立つことが出来なくなった男の世話をするようになる。外出した時に、体で命を長らえた路上生活孤児で治療不能の伝染病者であることから、周囲の好奇の目に晒される。
男から最期に文字を教えて貰い、男の部屋にあるたくさんの本を読めるようになる。それにより料理の腕を上達させる。
やがて月日が流れ、男が眠ったベットで最期の時を迎えようとしていた。彼女は男と出会った時、まるで神様のように感じたことから、これから自分は神様のために食事を作りにいく、と想いを女管理官に語る。

性病を患った男
第2話で登場。餓死寸前の路上生活の少女を助け、性行為を行い感染させる。
彼女になぜ性病にかかったのか、なぜ彼女を選んだかなど何も語らない。
体調が悪くなり、ほどなくして自ら足で立てなくなり彼女の世話になる。彼女の作った食事にまずいと言い、食事は味わうものだと教える。
彼女に文字を教えて亡くなる。

丙種遺体の男
第3話で登場。北方戦域で死亡し、集団墓地に搬送される途中で逃亡する。ゾンビ状態で既に腐敗は始まっており、15世代階層で確認される。結婚していたが徴兵後すぐに（自分が戦死した時のことを考えて、独断で）離婚しており、身寄りは他にいなかった。また、丙種遺体になった者がどうなるかを知っていた。
捜査していた女管理官と男管理官と遭遇し、離婚した妻に今まで言えなかった言葉を伝えたいことを明かし協力を要請する。女管理官は拒否するが、男管理官は彼に捕まったふりをし協力する。そのおかげもあって妻に会うことが出来たが、肝心の言葉を言う前に彼の声帯が潰れてしまい声が出せなくなる。しかし、彼の妻は彼の声が届いたとした。妻は彼に自分の声が届いているか尋ねると、今まで頑なに隠していた顔を見せる。その顔は腐敗していたが妻はそれでも自分の気持ちは変わらないとし、「私はあなたをー」と伝えたところで彼の顔が崩れた。
男管理官は彼から妻へ、妻から彼へ、伝えることの出来なかった言葉「愛している」を2回呟く。

媚薬水の少女
第4話で登場。地下生活者で他数名と暮らしている。落下して負傷した媚薬水を探す少年の世話をし、水を口移しで飲ませる。
水を汲んでいるところを見られた少女は自ら服を脱ぎ、少年の服を脱がせて行為に及ぼうとするが拒否されてしまう。

媚薬水を探す少年
第4話で登場。男管理官にとても似た顔をしている少年で、友達3人と17世代階層にある媚薬水を取りに行く。媚薬に対してそんなもので惚れたり惚れられたりするのは不誠実だと否定的である。
脆くなっている階段が崩れ落下し負傷するが、地下生活者に助けられ3日後に目を覚ます。媚薬水の少女に口移しで水を与えられていた。世話をしてくれる彼女に好意を持つが、飲ませてくれた水が探していた媚薬だと判明したため、自分の気持ちが媚薬で作られたものなのか自発的なものなのか困惑する。そんな中で彼女から行為に誘われるが断ってしまう。
後日、修繕箇所の調査者が迎えに来て、上に戻ろうとするが、また階段が崩れて落下してしまう。彼は過去の男管理官であることが示唆される。

修繕箇所の調査者
第4話と第5話で登場。地下構造の修繕箇所を調査している男性で、地下生活者にも情報を貰っている。媚薬水を探す少年を迎えに来て、媚薬水の少女が少年に好意を持っていることを告げようとする。
崩落箇所の調査者に、謎の少女が住人の街に対する想いが顕在した「街の精霊」だと伝える。上に戻ること、もう二度と会えない人ならぬものを探し求めて自分のようになるな、と助言する。

崩落箇所の調査者
第5話で登場。下部階層の崩落しそうな箇所や修復が必要な箇所を「上に」報告する仕事をしている。この仕事には何らかのミスをしたため飛ばされたらしく、この仕事に不満を持っており上に帰りたいと考えている。
修繕箇所の調査者とは顔見知りで会話する場面がある。
下部階層に泊まり、起きた時に謎の少女と出会う。少女から地図にラクガキされるが、そのラクガキ箇所で崩落が起きることに気付き、彼女を重宝する。悪意が無い彼女を幸福をもたらす座敷童に見立てていた。
しかし、補修済箇所が連続して崩れたことで崩落を予知しているのではなく、彼女がラクガキした箇所が崩れると気付く。
彼女との出来事の後に、忠告通りに上に戻った彼は街で車に乗っている時に媚薬水の少女によく似た少女を見かける。

謎の少女
第5話で登場。崩落箇所の調査者に名前はわからないと言い、地図にラクガキをする。「上」からの調査の結果、該当都市民なしで素性が分からない。食事も摂らず眠らない人ならざる存在。
彼女は崩れるところがあれば彼がいつまでもいると思い、崩落を起こしていた。
彼女は彼とキスをし、くり返し見てきた人の行為のマネゴトをしてみたいと言い、性行為を行う。彼はここにいることを約束するが、それが叶わない願いだと彼女は分かっていた。
彼女は彼が離れた隙に地図で自分の居場所にラクガキし崩落させ、姿を消す。

少女たちを監視する男
第6話で登場。ここ1年で富裕層の少女ばかりを43人を誘拐した。彼はかつて評判を得たコンピューターゲームの開発者で、その収入で深旧世代層に高さ3階分、横およそ100メートル、奥行き3メートルもない、ガラス張りで中が丸見えな構造体を作り、その中に誘拐した裸の少女たちを監禁し監視していた（少女たちからは外は見えない）。
少女たちは食事や娯楽に困らず、裸であることと自分の意思で構造体から出られないこと以外は極めて快適な生活を送っていた。
彼が過去に造ったゲームは、初期条件を与えられたマンションで仮想の住人達が生活するもので、プレイヤーができるのはステータスを設定したキャラクターを適時投入するのみで、それ以外は介入しない。基本的にプレイヤーはモニター内の住人をながめているだけの一種のシミュレーションだった。
彼は自分の造ったゲームを現実に具現化した、それは少女たちを監視することで自身の退屈を紛らわせるためだった。
最初はうまくいっていたが、少女たちの中で抗争が起き、複数のグループに分かれ争いを始めた。彼は当初それを放置していたが流血の事態が発生することになり放っておくことができなくなった。しかし、彼がその世界に自ら介入することはしなかった。
彼には構造体を放棄するか自首するかしか残されていなかった。なぜ介入しなかったか問うと、僕のゲームではこんなことは起きなかったからと言う。
解放された少女たちに何故ケンカしたのか問うと、退屈しのぎのゲームだと答える。女管理官は彼のゲームのキャラクターは退屈までは感じなかったのだろうと推測する。

渉猟子の少女
第7話で登場。生きた書庫で外殻都市で発禁に指定されている本を暗記していた。媚薬水の少女によく似た容貌をしており、地下生活者のクローン体であるとされる。
彼女が何冊の発禁本を所蔵しているのか分からなかったため焚書処分（死刑）になろうとしていた。声帯を処置する程度の対処では済まないらしく、それはのちに文字として書き起こせる可能性が残るからで、その存在自体が容認すべからざるものとされた。
新しい本で記憶を上書きすれば問題である本もそうでない本も彼女の書庫から破棄されることが分かり、男女の管理官と共に本が大量にある性病を患った男の家に隔離されることになる。男管理官の意向で最初に愛の本を覚えることになる。物語結末で少しだけ笑い、自発的に朗い出す。

渉猟子を買った男
第7話で登場。愛玩家具として渉猟子の少女を買っていた。性行為中に声を出さない彼女に、声を聞かせてくれと言うと、彼女が突如暗唱し始めたため驚いて管理官へ持ち込んだ。
発禁本の暗唱を聞いたため思想テストが数年は繰り返し行われるとされた。

外殻都市の語り部
第7話結末で登場。大勢の人々の前で今ではその存在を忘れられた外殻都市で起きた出来事を語る。

## 設定関連
外殻都市
外殻都市は都市の上に都市を重ねる形で成長を続けているが、いつ造られたのかも定かでない下部階層は劣化が激しい。グラスを被せたような殻構造のおかげで上部階層は安定しているが、下部階層ではその殻構造の強度でさえ低下しており、崩落は日常茶飯事。
15世代階層や17世代階層は下部階層とされるが無人ではない。様々な事情をかかえた人々・地下生活者が住んでおり、中には村を形成しているものもあるが、詳細は不明。

丙種遺体
外殻都市でごくまれに発生するゾンビ。丙種遺体の存在は都市民には隠されているが、前線では生きる希望として周知の事実。その体は気温が高ければ腐敗し、低ければ凍る。熱量を放出しないため対人レーダーに反応しない特徴がある。
丙種遺体が見つかると施設で研究された後に焼却処分される。

渉猟子（しょうりょうし）
金持ちの道楽でつくられる生きた書庫で、通常は百万冊程度の本を暗記すると言われている。好事家の間では鳴き合わせなどと言うことも行われるらしい。
当然、朗読の優れているものには法外な値段で取り引きされるものもあるという。

## サブタイトルリスト
| 話数  | サブタイトル | 初出                               |
| ----- | ------------ | ---------------------------------- |
| 第1話 | 誕生日の棺   | マンガ・エロティクスF vol.23・2003 |
| 第2話 | 3年間の神    | マンガ・エロティクスF vol.25・2004 |
| 第3話 | 生死者の聲   | マンガ・エロティクスF vol.27・2004 |
| 第4話 | 媚薬水の味   | マンガ・エロティクスF vol.30・2004 |
| 第5話 | 座敷童の印   | マンガ・エロティクスF vol.32・2005 |
| 第6話 | 造物主の檻   | マンガ・エロティクスF vol.34・2005 |
| 第7話 | 渉猟子の愛   | マンガ・エロティクスF vol.35・2005 |

## 書誌情報
- 鬼頭莫宏 『殻都市の夢』 太田出版〈F×comics〉、2005年12月8日第1版第1刷（11月21日発売[4]）、ISBN 4-7783-2004-2
- 鬼頭莫宏 『完全版 殻都市の夢』 小学館クリエイティブ、2024年6月12日発売[1][5]、ISBN 978-4-7780-3885-4